# Jeremy Alcoba
Jeremy Alcoba, né le 15 novembre 2001 à Tortose (Espagne), est un pilote de vitesse moto espagnol.

## Statistiques

### Par saison
(Mise à jour après le Grand Prix moto de la Communauté valencienne 2021)
| Sais  | Cat.  | Moto  | Course | Vict | Pod | Pole | M.tour | Pts | Class | Titre |
| ----- | ----- | ----- | ------ | ---- | --- | ---- | ------ | --- | ----- | ----- |
| 2018  | Moto3 | Honda | 3      | 0    | 0   | 0    | 0      | 0   | 39e   | -     |
| 2019  | Moto3 | Honda | 2      | 0    | 0   | 0    | 0      | 2   | 33e   | -     |
| 2020  | Moto3 | Honda | 15     | 0    | 1   | 0    | 0      | 87  | 11e   | -     |
| 2021  | Moto3 | Honda | 18     | 0    | 2   | 1    | 0      | 86  | 12e   | -     |
| Total |       |       | 38     | 0    | 3   | 1    | 0      | 175 |       | 0     |

### Statistiques par catégorie
(Mise à jour après le Grand Prix moto de la Communauté valencienne 2021)
| Classer | Saisons | 1er GP   | 1er Podium | 1ère Victoire | Course | Victoires | Podiums | Pôle | M.tours | Points | Titres |
| ------- | ------- | -------- | ---------- | ------------- | ------ | --------- | ------- | ---- | ------- | ------ | ------ |
| Moto3   | 2021-   | ESP 2018 | POR 2020   |               | 38     | 0         | 3       | 1    | 0       | 175    | 0      |
| Total   | 2021-   |          |            |               | 38     | 0         | 3       | 1    | 0       | 175    | 0      |

### Courses par année
(les courses en gras indiquent la pole position, les courses en italique indiquent le tour le plus rapide)
| Saison | Catégorie | Moto  | 1       | 2       | 3      | 4       | 5      | 6       | 7     | 8      | 9      | 10      | 11     | 12     | 13      | 14     | 15     | 16     | 17    | 18     | 19      | Classement | Points |
| ------ | --------- | ----- | ------- | ------- | ------ | ------- | ------ | ------- | ----- | ------ | ------ | ------- | ------ | ------ | ------- | ------ | ------ | ------ | ----- | ------ | ------- | ---------- | ------ |
| 2018   | Moto3     | Honda | QAT     | ARG     | AME    | SPA Ab. | FRA    | ITA     | CAT   | NED    | GER    | CZE     | AUT    | GBR    | RSM     | ARA 23 | THA 18 | JAP    | AUS   | MAL    | VAL     | 39e        | 0      |
| 2019   | Moto3     | Honda | QAT     | ARG     | AME    | SPA     | FRA    | ITA     | CAT   | NED    | GER    | CZE     | AUT 21 | GBR 14 | RSM     | ARA    | THA    | JAP    | AUS   | MAL    | VAL DNS | 33e        | 2      |
| 2020   | Moto3     | Honda | QAT 7   | SPA 15  | ANC 7  | CZE 7   | AUT 14 | STY Ab. | RSM 4 | EMR 13 | CAT 19 | FRA Ab. | ARA 6  | TER 15 | EUR 8   | VAL 10 | POR 3  |        |       |        |         | 11e        | 87     |
| 2021   | Moto3     | Honda | QAT Ab. | DOA Ab. | POR 14 | SPA 3   | FRA 22 | ITA 15  | CAT 2 | GER 4  | NED 10 | STY 18  | AUT 14 | GBR 21 | ARA Ab. | RSM 16 | AME 6  | EMI 14 | ALR 4 | VAL 15 |         | 12e        | 86     |

* Saison en cours.
| Couleur | Résultat                     |
| ------- | ---------------------------- |
| Or      | Vainqueur                    |
| Argent  | 2e place                     |
| Bronze  | 3e place                     |
| Vert    | Terminé, dans les points     |
| Bleu    | Terminé, pas dans les points |
| Violet  | Abandon (Ab.) ou (Ret)       |
| Violet  | Non classé (NC)              |
| Rouge   | Pas qualifié (DNQ)           |
| Noir    | Disqualifié (DSQ)            |
| Blanc   | Pas au départ (DNS)          |
| Blanc   | Forfait (WD)                 |
| Blanc   | N'a pas participé (DNP)      |
| Blanc   | Blessé (INJ)                 |
| Blanc   | Exclu (EX)                   |
| Blanc   | Course annulée (C)           |